# 1917 en combiné nordique
| Années du combiné nordique : 1914 - 1915 - 1916 - 1917 - 1918 - 1919 - 1920    |
| Décennies du combiné nordique : 1880 - 1890 - 1900 - 1910 - 1920 - 1930 - 1940 |

Cette page reprend les résultats de combiné nordique de l'année 1917.

## Festival de ski d'Holmenkollen
L'édition 1917 du festival de ski d'Holmenkollen fut remportée par le norvégien Otto Aasen 
devant ses compatriotes Fritz Semb Thorstvedt (no) et Georg Østerholt.

## Championnats nationaux
En 1917, les championnats d'Allemagne et de France et d'Italie n'eurent pas lieu.

### Championnat de Finlande
Les résultats
du championnat de Finlande 1917
manquent.

### Championnat de Norvège
Le championnat de Norvège 1917 se déroula à Dokka, sur le Granerbakken.
Le vainqueur fut Ingvar Langlien, devant Otto Aasen & Thorleif Haug, futur champion olympique de la discipline.

### Championnat de Suède
Le championnat de Suède 1917 a distingué Menotti Jakobsson, du club Djurgårdens IF.

### Championnat de Suisse
Le Championnat de Suisse de ski 1917 a eu lieu à Gstaad.
Le champion 1917 fut Adolf Attenhofer, de Davos.